# Special Teams Coordinator
Der Special Teams Coordinator ist Teil des Trainerstabes eines American-Football- und Canadian-Football-Teams.

## Begriffserklärung
Der Special Teams Coordinator steht in der Befehlskette zusammen mit dem Defensive Coordinator und dem Offensive Coordinator direkt unter dem Head Coach. Er ist für alle Spieler und Assistenztrainer der Special Teams zuständig. Ihm unterliegt die Anleitung der diversen Assistenztrainer der Special Teams. Häufig kommt es vor, dass der Special Teams Coordinator auch eine andere Trainerposition, etwa Trainer der Tight Ends, ausübt.